# Obersteigen
Obersteigen ist ein französischer Ort in den Vogesen, seit 1794 ein Ortsteil von Engenthal und seit Oktober 1974 ein Ortsteil von Wangenbourg-Engenthal im Kanton Wasselonne im Département Bas-Rhin in der Region Grand Est (bis 2015 Elsass). Er liegt an der Sprachgrenze vom Oberrheinalemannischen zum Rheinfränkischen.

## Lage und Verkehr
Der kleine Ort, wegen der stark ansteigenden Straße von Romanswiller nach Dabo einst Steiga genannt, liegt in den Sandsteinvogesen auf 475 m Höhe, unterhalb der Berge Schneeberg (961 m) und Großer Rosskopf (811 m). Er befindet sich zwölf Kilometer südlich von Zabern und zehn Kilometer westlich von Wasselonne, an der Grenze zu Lothringen, die etwa drei Kilometer weiter nordwestlich am Col de Valsberg (652 m) verläuft. Durch den Ort führt die Straße von Wasselonne nach Dabo und Sarrebourg (D 143 im Elsass, D 45 in Lothringen).

## Geschichte
Der Ort entstand um das im 12. Jahrhundert gegründete kleine Kloster Obersteigen, dessen Hospiz Pilger auf ihrem Weg über die Vogesen versorgen sollte. Der Konvent blühte auf und baute sich im 13. Jahrhundert in Zabern, wo er Land für eine größere Niederlassung erhalten hatte, eine Klosterkirche, die heutige Pfarrkirche „Notre-Dame-de-la-Nativité“. Im Jahre 1303 zogen die meisten Mönche nach Zabern um und der Konvent, Steiga inferior (Untersteigen), wurde dorthin verlegt. Obersteigen verlor seinen Status als Kloster und wurde zum Priorat Steiga superior. Vom nunmehrigen Mutterhaus in Zabern wurden Brüder zum Hospiz in Obersteigen geschickt, um es zu versorgen. Das Kloster in Zabern wurde zum Haupthaus des kleinen Ordens der Steigerherren („Ordo Steigensium“), einem Zweig der Augustiner-Chorherren, der aber nach sittlichem und wirtschaftlichem Niedergang im 15. Jahrhundert von Papst Sixtus IV. am 17. Juni 1482 aufgelöst wurde. Sein Besitz wurde für Stifte regulierter Augustiner-Chorherren bestimmt. 
1487 kamen Dominikanerinnen der Observanzbewegung, die nach einem nur kurzen Aufenthalt das Kloster Klingental in Kleinbasel bereits 1482 wieder verlassen mussten und zunächst eine Zuflucht in Rentingen bei Sarrebourg gefunden hatten, nach Obersteigen. Dort waren sie in der unwirtlichen Gegend jedoch zu abgelegen, und 1507 verließen sie den Ort wieder. Der Straßburger Bischof Wilhelm von Hohnstein schickte dann einige Augustiner-Chorherren aus Ittenwiller dorthin, aber auch sie gingen 1512 wieder weg. Der Bischof zog das Kloster ein und gab es dann 1541 dem Augustiner-Chorherren-Stift Notre-Dame in Zabern. 
Heute ist Obersteigen Filiale der Kirchengemeinde Wangenbourg.
Am 21. November 1944 war Obersteigen der erste Ort im Elsass, der von deutschen Besatzern befreit wurde, als ein Bataillon der französischen 2. Panzerdivision unter Oberstleutnant Jacques Massu den Ort besetzte.

## Sehenswürdigkeiten
Die Klosterkapelle „Sainte-Marie-de-l'Assomption“, seit 1862 als Monument historique (Historisches Monument) klassifiziert, wurde wohl schon unmittelbar nach der Gründung der Niederlassung errichtet und im 19. Jahrhundert restauriert. Sie besteht aus einem einfachen, aus Sandstein gebauten Schiff mit drei Jochen, an das sich eine fünfeckig gebrochene Apsis anschließt. Das Kreuzrippengewölbe ist spitzbogig gebrochen. Die Seitenwände mit den kleinen Fenstern sind noch rein romanisch, während die Knospenkapitelle und die Spitzbögen im Innern bereits den Einfluss der Gotik anzeigen. Das romanische Stufenportal entspricht in seiner Gestaltung und seinem plastischen Schmuck dem südlichen Querhausflügel des Straßburger Münsters. Da auch viele Steinmetzzeichen gemeinsam sind, geht man von einer gemeinsamen Bauhütte aus. Von den anderen Klostergebäuden sind noch das Refektorium und das ehemalige Haus des Priors erhalten.